# Александровское сельское поселение (Быковский район)
Александровское сельское поселение — муниципальное образование (сельское поселение) в Быковском муниципальном районе Волгоградской области. Административный центр — село Александровка.

## География
Расположено в северной части Быковского района.
Площадь сельского поселения составляет 18 424 гектара, из которых 17 276 га (по состоянию на 2008 год) приходится на сельхозугодья и 108 га занимает застройка (по состоянию на 2008 год).
Граничит:
- на юге — с Солдатско-Степновским и Красносельцевским сельскими поселениями;
- на западе — с Кисловским сельским поселением;
- на юго-западе — с Побединским сельским поселением;
- на севере и востоке — с Старополтавским районом[1].

## Население
| 2010 | 2012 | 2013 | 2014 | 2015 | 2016 | 2017 |
| ---- | ---- | ---- | ---- | ---- | ---- | ---- |
| 668  | ↘660 | ↘648 | ↘634 | ↗641 | ↗658 | ↘651 |
| 2018 | 2019 | 2020 | 2021 |      |      |      |
| ↘630 | ↘613 | ↘594 | ↘593 |      |      |      |

## Состав сельского поселения
| № | Населённый пункт | Тип населённого пункта       | Население |
| - | ---------------- | ---------------------------- | --------- |
| 1 | Александровка    | село, административный центр | 562       |
| 2 | Красные Зори     | посёлок                      | 106       |

## Администрация
Глава — Бондаренко Валентина Сергеевна (c октября 2009 года)

Телефон/факс: 8(84495) 3-54-60

Адрес администрации: 404065, Волгоградская область, Быковский район, с. Александровка, ул. Центральная, 41.

e-mail: bykaleksan@ya.ru

## Транспорт
Протяженность автодорог местного значения — 6 км.